# Cervicite
A cervicite é uma inflamação do colo do útero, também conhecido como cérvice uterino. 
Cervicite é uma irritação do colo do útero provocada por um número de organismos diferentes. 
Causas comuns são a gonorréia, herpes, clamidia e infecções bacterianas.
Existem também cervicites crônicas comuns nas mulheres depois do parto. É associada também freqüentemente com a gravidez e o uso de contraceptivos orais. Menos geralmente, a cervicite é causada por sensibilidades a determinados produtos químicos, incluindo aqueles nos espermicidas, no látex das camisinhas, e nos tampões vaginais.